# Герман Бідолах
Герман Бідолах (хресне ім'я Гавриїл, псевдонім Іван Бідний; 22 липня 1869, Рожнів — 13 вересня 1942, Жовква) — український монах василіянин, видавець, друкар, перекладач; довголітній директор Жовківської друкарні отців василіян.

## Життєпис
Народився 22 липня 1869 року в с. Рожнів Снятинського повіту в сім'ї Івана Бідолаха та його дружини Анастасії з дому Голичук. У 1876—1882 роках навчався в народній школі у рідному селі. У 1884 році закінчив чотирикласну народну школу в Косові.
29 квітня 1894 року вступив до Василіянського Чину на новіціят у Добромильський монастир, коли магістром новиків був о. Андрей Шептицький. Після новіціяту направлений до Жовкви вивчати друкарську справу. 30 січня 1898 року склав перші монаші обіти, а вічні 11 лютого 1901 року в Жовкві на руки о. Луки Лащика, ТІ. Починаючи з 1895 року і до початку Другої світової війни з невеликими перервами (один рік у Бучачі при василіянській гімназії; військові дії Першої світової та польсько-української воєн, першої радянської окупації) бр. Герман працював у василіянській друкарні в Жовкві. У 1907—1908 роках перебував у Сполучених Штатах Америки, куди поїхав, супроводжуючи першого єпископа для українців греко-католиків у США вл. Сотера Ортинського. З цього періоду залишив цікаві спогади із життя українських емігрантів. У Жовкві працював у канцелярії друкарні, виконував обов'язки префекта та директора друкарні. У 1939—1941 роках керував друкарнею в м. Ярослав (Польща).
Помер 13 вересня 1942 року в Жовкві, похований на василіянській дільниці міського кладовища.

## Публікації
За весь період праці на друкарні безпосередньо брав участь у друці понад 500 видань. Дописував до василіянського часопису «Місіонар». Переклади з німецької мови публікував під псевдонімом Іван Бідний.
Переклади
- Леопольд фон Захер-Мазох «Новий Йов» (змінена назва на «Український Йов», Жовква 1925),
- Фелікс Набор «Німецька кузня [Архівовано 27 березня 2022 у Wayback Machine.]» (Жовква 1935)[4],
- В. Бавберґєр «В печері пустинника»[5],
- А. де. Валь «В підземеллях Риму»[5],
- А. де Валь «В копальнях Сардинії»[5].

Інші
- Анна Скаржинська — бр. Герман Бідолах, ЧСВВ «Зітхання до Ісуса Христа замученого за наші гріхи»[5] (Жовква 1930)[6],
- «Історія Жовківської друкарні» (рукопис).[3]